# Шейко Володимир Олександрович
Володимир Олекса́ндрович Ше́йко — український диригент, заслужений діяч мистецтв України, народний артист України, лауреат Національної премії України Імені Тараса Шевченка, член-кореспондент Національної академії мистецтв України,  кавалер ордену "За заслуги" ІІІ ступеня, художній керівник та головний диригент Заслуженого академічного симфонічного оркестру Українського радіо, директор Об'єднання художніх колективів «Музика».

## Життєпис
Народився у Харкові.

### Освіта
У 1981 закінчив Полтавське державне музичне училище імені М. В. Лисенка як хормейстер і теоретик музики.
У 1988 закінчив Київську державну консерваторію імені П. І. Чайковського за фахом «оперно-симфонічне диригування» (проф. Стефан Турчак) та «хорове диригування» (проф. Лев Венедиктов).
У 1989—1991 стажувався у Большому театрі опери та балету (Москва), керівник Фуат Мансуров.

### Творча діяльність
- З 1988 — диригент-постановник Київського академічного театру оперети.
- У жовтні 1990-го створив перший в країні недержавний симфонічний оркестр «Україна», з яким з 1991 по 2002 рік вів широку концертну та гастрольну діяльність (Україна, Росія, Італія, Франція, Португалія, Польща, Хорватія, Швейцарія), здійснив численні записи на Українському радіо і телебаченні, видав низку компакт-дисків (Росія, Італія, Велика Британія, Швейцарія), організував міжнародні мистецькі фестивалі «Зустрічі на Великдень» (Київ, Україна — 2000, 2001, 2002) та «Тенораторіо» (Золотурн, Швейцарія — 1999, 2000, 2001), був одним з організаторів та постановником відкриття VERDIANO-2001 (Буссето, Італія — 2001).
- 1995—2005 головний диригент Київського академічного театру оперети, де здійснив постановки 15 вистав, серед яких: «Поргі і Бесс» Дж. Гершвіна, «Циганський барон» та «Ніч у Венеції» Й.Штрауса, «Маріца» І.Кальмана, «Граф Люксембург» Ф.Легара та багато інших.
- З 1996 року викладає на кафедрі оперної підготовки та музичної режисури та кафедрі оперно-симфонічного диригування Національної музичної академії України ім. П.І. Чайковського.
- У серпні 2005 очолив Заслужений академічний симфонічний оркестр Українського радіо. Здійснив низку масштабних творчих проектів, серед яких «Каяття Давида» В. А. Моцарта, «Симфонічне Євангеліє» А.Караманова, «Страта Степана Разіна» Д.Шостаковича, «Реквієм» Дж. Верді, «Стабат Матер» 
Дж. Россіні, «Карміна Бурана» К.Орфа (власна сценічна версія), «Фантазії у джазових тонах» О. Саратського, створив цикл оригінальних циклічних теле-радіо проектів «Мистецькі історії», «Я-ВІРТУОЗ!», «Symphonic Mainstream», «RadioSymphony_UA, «Концерти без публіки», «Шедеври», «Бенефіс», «Меседж з України».
- Бере участь у щорічних міжнародних фестивалях «Київ-Музик-Фест» та «Музичні прем'єри сезону» (Київ, Україна).
- Під орудою Володимира Шейка Симфонічний оркестр Українського радіо записав більше 400 шедеврів світової та української музики до Фонду Національного радіо. Основні записи здійснюють у Будинку звукозапису Українського радіо. Твори корифеїв вітчизняного музичного мистецтва і молодої композиторської генерації, записані Симфонічним оркестром Українського радіо під орудою Володимира Шейка, регулярно звучать у ефірі національних каналів та ефірах каналів Європейської мовної спілки «European Broadcasting Union» 56 країн світу.
- За останні шість років провів гастрольні турне з оркестром у 17 країнах світу[2], зокрема, в Китайській Народній Республіці, Південній Кореї, Ірані, Алжирі, Тунісі, Об'єднані Арабські Емірати, Іспанії, Італії, Франції, Португалії, Голландії, Люксембурзі, Бельгії, Румунії, Болгарії, Польщі, Білорусі. Диригував на таких всесвітньовідомих сценах як: Зал Капели ім. М. Глінки (Санкт-Петербург, Росія); Концертхаус (Відень, Австрія); Концертгебау (Амстердам, Голандія); Зал Королеви Єлизавети (Антверпен, Бельгія); Арена Сферістеріо (Мачерата, Італія), Театро Карло Феліче (Генуя), Театр Петруцеллі (Барі), Театр Понкієллі (Кремона), Театр Лучано Паваротті (Модена), Театро Романо (Асколі Пічено, Італія), Театр Політеама Гарібальді (Палермо, Італія); Аудиторіо Національ де Музика та Театро Монументаль (Мадрид, Іспанія);   Гран Театре дель Лісеу та Палау де ла Музика (Барселона, Іспанія);  Колісео, Каса да Музика (Порто, Португалія), Колісео дос Рекрейос (Лісабон, Португалія); Колізей (Нім, Франція), Театро Романо (Вьєн, Франція); Театр опери та балету (Бухарест, Румунія),Театр опери та балету (Тімішоара, Румунія); Державна опера (Русе, Болгарія); Національна Опера Алжиру, Національний Театр Алжиру, Палац Муфді Закарія (Алжир), Сіті Холл (Сеул, Південна Корея), Колізей (Ель-Джем, Туніс), Амфітеатр (Картаж, Туніс), Національна Опера (Туніс), Сіті Холл (Гонконг, КНР), Національна філармонія (Пекін, КНР), Національна опера (Дубай, Об'єднані Арабські Емірати).

## Відзнаки
- У 2003 присвоїли почесне звання «Заслужений діяч мистецтв України» — за вагомий особистий внесок у соціально-економічний і культурний розвиток столиці України — міста Києва[3]
- У 2005 нагороджений Орденом Святого Рівноапостольного князя Володимира ІІІ ступеня
- У 2005 нагороджений Почесною грамотою Верховної Ради України
- У 2012 нагороджений Почесною Грамотою Кабінету Міністрів України
- Почесна відзнака Міністерства культури України
- Нагрудний знак «Знак Пошани» Київської міської ради
- У 2015 присвоєне почесне звання «Народний артист України»
- У 2019 році став лауреатом Шевченківської премії у номінації «Музичне мистецтво» — за аудіозаписи творів українських композиторів до Фонду Українського радіо, концертні програми 2013—2018 років[4]
- У 2020 нагороджений Орденом "За заслуги" ІІІ ступеня.
- У 2021 став членом-кореспондентом Національної академії мистецтв України
- У 2024 нагороджений орденом «За заслуги» II ступеня[5].

### Номінації
- Національна премія України імені Тараса Шевченка 2015 року. На номінацію «Концертно-виконавське мистецтво» висунули концертні програми 2009—2014 років: 160 концертів, кожен з яких став помітною духовно-просвітницькою акцією, висвітив активну мистецьку та суспільну позицію митця, отримав широкий позитивний громадський резонанс. Зокрема, одними із наймасштабніших концертних циклів митця стали музичні медіа-проекти «Мистецькі історії» та «RadioSymphony_UA», де Володимир Шейко брав участь як художній керівник, диригент проєкту, розробник проєкту та постановник[6].